# Кальцеи

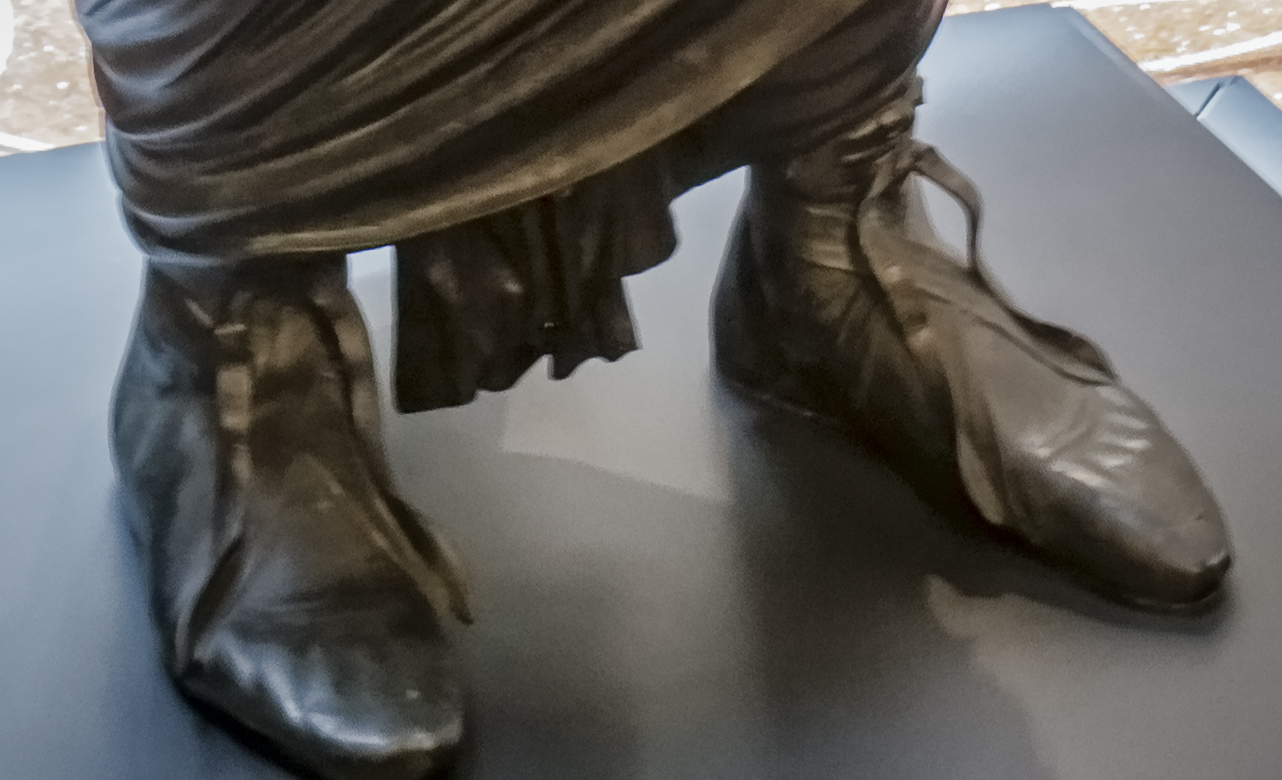
Статуя, одетая в кальцеи

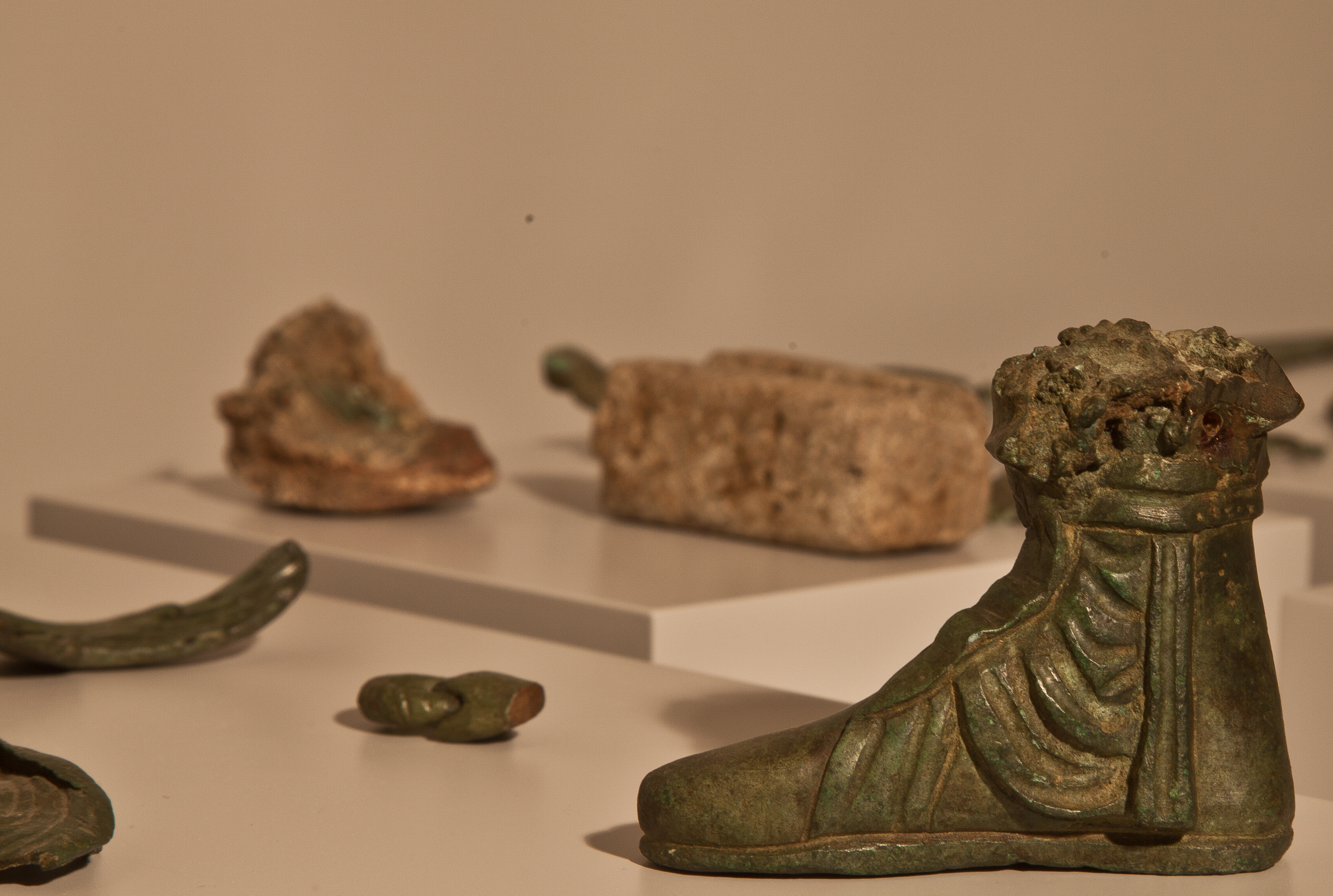
Сенаторский башмак (calceus senatorius)

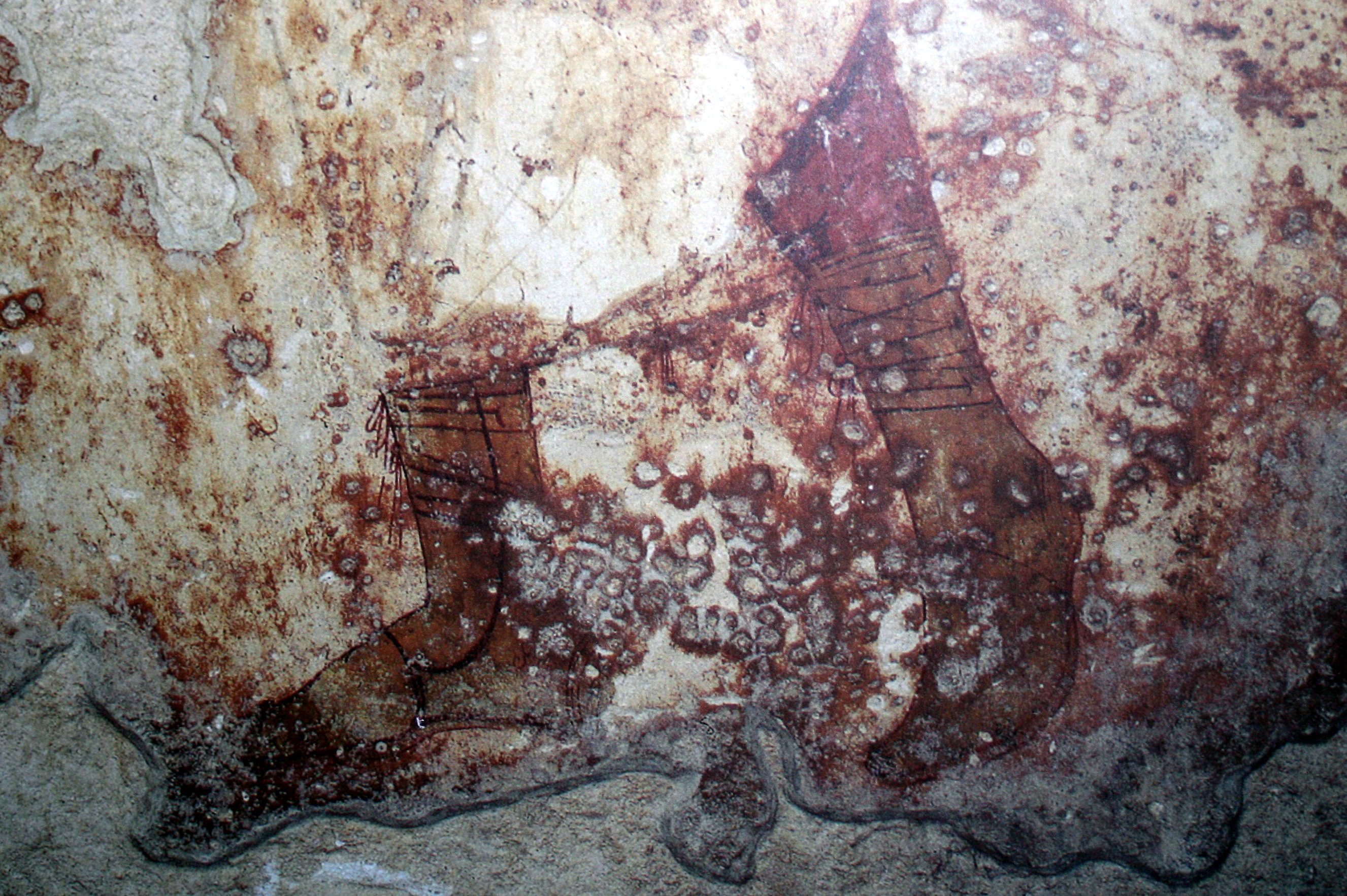
Римлянин в кальцеях. Фреска гробницы в Пестуме (Италия)

Кальцеи, калкеи (лат. calceī), ед. ч. — «кальцей», «калкей» (calceus) — вид обуви, распространённый в Древнем Риме. Представляли собой кожаные сапоги высотой до щиколоток, отличались от калиг закрытым мыском. Слово calceus происходит от лат. calx род. calcis («пятая»).
Право на ношение кальцеев имели только римские граждане, варварам и рабам их носить запрещалось. Патриции носили красные кальцеи с серебряными пряжками и чёрными ремнями — кальцеи муллеи, простые граждане — чёрные без украшений. Император имел кальцеи пурпурного (императорского) цвета.
Полумесяц из слоновой кости на сенаторском башмаке (calceus senatorius) именовался лунулой (lunŭla).

## Другое
Предполагается, что в результате смешения слов caligae («калиги») и calcei («кальцеи») в среднегреческом языке появилось слово καλίκια («род кожаной обуви») от которого выводят, по одной из версий, русское «калика» (в значении «странствующий певец духовных песен»). По всей средневековой Европе такие сапоги были обычной обувью путешественников и паломников.